# Перцева, Марианна Николаевна
Марианна Николаевна Перцева (24 апреля 1928, Ленинград — 3 августа 2014, Санкт-Петербург) — советский и российский учёный, биохимик, эндокринолог, видный учёный в области эволюционной эндокринологии, онтогенетического направления в эволюционной физиологии. Заслуженный деятель науки Российской Федерации (1997). Ученица Льва Германовича Лейбсона.
Заведующая лабораторией молекулярной эндокринологии Института эволюционной физиологии и биохимии им. И. М. Сеченова.

## Биография
Родилась 24 апреля 1928 года в Ленинграде в семье ученых. Её отец, Райко Николай Владимирович, заведовал кафедрой земной коры на геологическом факультете Ленинградского государственного университета. Мать Марианны Николаевны, Райко (Богданова) Зоя Александровна, была преподавателем биохимии в Военно-Медицинской академии им. С. М. Кирова.
Во время войны Марианна Николаевна находилась в эвакуации в Самарканде, и уже в те годы увлеклась биологией и химией. После возвращения в Ленинград поступила на биолого-почвенный факультет Ленинградского государственного университета, который с отличием окончила в 1951 г.
В 1958 г. поступила на работу в Институт эволюционной физиологии и биохимии им. И. М. Сеченова Российской академии наук (ИЭФБ РАН), который незадолго до этого был основан выдающимся ученым Леоном Абгаровичем Орбели. Она проработала в ИЭФБ РАН в течение 56 лет, пройдя путь от младшего научного сотрудника до заведующего лабораторией.
В 1959 году М. Н. Перцева защитила кандидатскую диссертацию, которая была посвящена влиянию кислородной недостаточности, возникающей при нарушении церебрального кровообращения, на аммиакглютаминовую систему головного мозга. В 1976 году защитила докторскую диссертацию, в которой были обобщены результаты её многолетних исследований по изучению роли катехоламинов в регуляции углеводного обмена мышц высших позвоночных в онтогенезе. В 1989 году за выдающиеся заслуги в области эволюционной биохимии и молекулярной эндокринологии ей было присвоено звание профессора по специальности «биохимия».
В 1979 году М. Н. Перцева возглавила лабораторию эволюции эндокринных функций, которую с 1961 года возглавлял её учитель и идейный вдохновитель профессор Лев Германович Лейбсон. На протяжении 30 лет она успешно руководила лабораторией, которая в дальнейшем была переименована ею в лабораторию молекулярной эндокринологии. За эти годы Марианна Николаевна воспитала много учеников, которые, работая в различных областях биохимии и эндокринологии, достойно воплощают её научные идеи в жизнь. Под её руководством были защищены четыре докторских и шесть кандидатских диссертаций. М. Н. Перцева многие годы плодотворно работала в Ученом и Диссертационном советах ИЭФБ РАН, входила в состав редакционных советов ведущих научных изданий. Она явилась идейным вдохновителем и руководителем научной школы сравнительных эндокринологов, на протяжении двадцати лет возглавляла Европейское Общество сравнительных эндокринологов.
В 1989 г. за цикл работ по сравнительному изучению структурно-функциональной организации гормональных сигнальных систем у животных различного филогенетического уровня, которые были обобщены ею в фундаментальной монографии «Молекулярные основы развития гормонокомпететности», М. Н. Перцева была удостоена премии Президиума Академии наук имени Л. А. Орбели. В 1997 году указом Президента РФ ей было присвоено почетное звание «Заслуженный деятель науки Российской Федерации». В 2004 году за достигнутые научные успехи и многолетнюю работу М. Н. Перцева была награждена медалью ордена «За заслуги перед Отечеством» II степени.
На протяжении более чем 50-ти летнего научного пути М. Н. Перцевой, благодаря присущим ей природному таланту и способности к глубочайшему анализу и систематизации полученных результатов, были сделаны фундаментальные открытия и обобщения в различных областях сравнительной биохимии и молекулярной эндокринологии, выдвинуты и развиты гипотезы, которые во многом предопределили новые направления в изучении функционирования и эволюции гормональных сигнальных систем. Её научные достижения нашли отражение более чем в 180 статьях и обзорах, опубликованных в ведущих научных изданиях.
Среди важнейших открытий М. Н. Перцевой стало обнаружение в 1990—2000-е годы аденилатциклазного (АЦ) сигнального механизма действия инсулина и родственных ему пептидов, в основе которого лежит регуляторное и модулирующее действие инсулина, инсулиноподобного фактора роста-1, релаксина и инсулиноподобных веществ моллюсков на функциональную активность АЦ системы. Параллельно с изучением молекулярных механизмов действия пептидов инсулиновой группы, под руководством М. Н. Перцевой успешно проводились исследования по выделению, очистке и структурно-функциональной характеристике инсулинов из тканей низших позвоночных животных (осетровых рыб, круглоротых) и инсулиноподобных веществ из нервной и периферических тканей моллюсков. В результате было установлено сходство структурно-функциональной организации пептидов инсулиновой группы и регулируемых ими сигнальных каскадов у позвоночных и беспозвоночных животных, что послужило отправной точкой для развития М. Н. Перцевой гипотезы о высокой консервативности инсулиновой сигнальной системы, её раннем происхождении в эволюции и плейотропности действия инсулина и родственных ему пептидов, мишенями которых является широкий спектр эффекторных систем клетки. В последние годы эта гипотеза получила многочисленные экспериментальные подтверждения в работах отечественных и зарубежных ученых.
Основываясь на открытии АЦ сигнального механизма действия пептидов инсулиновой группы, а также на результатах исследований по изучению регуляции АЦ системы моноаминами и пептидными гормонами, которые на протяжении 40 лет проводились в лаборатории, М. Н. Перцева выдвинула фундаментальную гипотезу о ключевой координирующей роли универсального вторичного посредника цАМФ в регуляции фундаментальных клеточных процессов — метаболизма, роста, дифференцирования, апоптоза, движения. В основе этой гипотезы лежит представление о сложном многоуровневом взаимодействии между цАМФ-зависимыми каскадами, которые запускаются различными гормонами, что обеспечивает системный ответ клетки на гормональное воздействие.
На рубеже 1980—1990-х годов М. Н. Перцева выдвинула гипотезу о прокариотическом происхождении сигнальных систем эукариот, регулируемых гормонами и гормоноподобными веществами. Ею были проанализированы и обобщены полученные к тому времени данные о компонентах хемосигнальных систем бактерий и одноклеточных эукариот и сделан фундаментальный вывод, что уже на уровне сравнительно примитивных организмов действуют универсальные принципы организации гормональных сигнальных систем высших позвоночных. Дальнейшие исследования в области сравнительной эндокринологии и результаты работ, проводимых в лаборатории по изучению хемосигнальных систем инфузорий, не только доказали правильность основных положений гипотезы М. Н. Перцевой, но и существенно её обогатили. В рамках этой гипотезы был развит тезис об эндосимбиотическом происхождении хемосигнальных систем эукариот, которые сформировались в результате объединения отдельных сигнальных каскадов прокариотических организмов в сложно организованные сигнальные ансамбли, обеспечивающие обмен информацией между эукариотическими клетками, а также между ними и окружающей средой.
Наряду с исследованиями в области фундаментальной биологии, М. Н. Перцева уделяла большое внимание экспериментальной и клинической эндокринологии, являясь убежденным сторонником тесной взаимосвязи между фундаментальной и прикладной наукой. Она была зачинателем исследований по выявлению глубинных молекулярных причин возникновения такого широко распространенного и социально значимого заболевания, как сахарный диабет. Идеологической основой этих исследований была выдвинутая М. Н. Перцевой концепция о молекулярных дефектах в гормональных сигнальных системах как ключевых причинах эндокринной патологии, устанавливающая причинно-следственные взаимосвязи между нарушениями в гормональных сигнальных системах и развитием эндокринных заболеваний. Установление этих взаимосвязей, поиск путей коррекции нарушений в гормональных сигнальных системах, создание на этой основе принципиально новых подходов для лечения эндокринных заболеваний являются основой идеологии и методологии нового перспективного направления в биологии и медицине — молекулярной биомедицины, одним из вдохновителей и создателей которого была М. Н. Перцева.
Похоронена на Богословском кладбище.